# غار ثور
غار ثور يقع في الجهة الشمالية من جبل ثور جنوب مكة المكرمة، وعلى بعد نحو أربعة كيلو مترات في الجهة الجنوبية من المسجد الحرام. وهو الغار الذي أوى إليه النبي محمد ﷺ وأبو بكر الصديق وهما في طريقهما إلى المدينة المنورة في رحلة الهجرة النبوية، فدخلا فيه حتى إذا هدأ طلب قريش لهما تابعا طريقهما. يبلغ ارتفاعه 760 متراً عن سطح البحر.

## نبذة تاريخية
في فترة الهجرة النبوية من مكة المكرمة إلى المدينة المنورة أوى إلى الغار النبي محمد ﷺ وأبو بكر الصديق وهما في طريقهما إلى المدينة المنورة حتى ذهاب قريش عنهما التي كانت تطاردهما ثم تابعا طريقهما بعد ذلك.
وفي أثناء وجودهما في الغار جاءت قريش تبحث عنهما، حتى وقفت على فم الغار، إلا أن الله ردها بفضله وقدرته، يقول أبو بكر: لو أن أحدهم نظر إلى قدميه لأبصرنا تحت قدميه. فقال له النبيﷺ : «يا أبا بكر ما ظنك باثنين الله ثالثهما» رواه البخاري ومسلم. وقد ذكر الله هذا الحادثة في كتابه فقال سبحانه: ﴿إِلَّا تَنْصُرُوهُ فَقَدْ نَصَرَهُ اللَّهُ إِذْ أَخْرَجَهُ الَّذِينَ كَفَرُوا ثَانِيَ اثْنَيْنِ إِذْ هُمَا فِي الْغَارِ إِذْ يَقُولُ لِصَاحِبِهِ لَا تَحْزَنْ إِنَّ اللَّهَ مَعَنَا فَأَنْزَلَ اللَّهُ سَكِينَتَهُ عَلَيْهِ وَأَيَّدَهُ بِجُنُودٍ لَمْ تَرَوْهَا وَجَعَلَ كَلِمَةَ الَّذِينَ كَفَرُوا السُّفْلَى وَكَلِمَةُ اللَّهِ هِيَ الْعُلْيَا وَاللَّهُ عَزِيزٌ حَكِيمٌ ۝٤٠﴾ «سورة التوبة، آية: 40»

## الوصف
يقع الغار على جبل يبلغ ارتفاعه نحو 760 م عن سطح البحر، وهو عبارة عن صخرة مجوفة ارتفاعها 1.25م، وله فتحتان فتحة في جهة الغرب وهي التي دخل منها النبي وأبو بكر وفتحة أخرى من جهة الشرق.

## وصلات خارجية
- وصف تفصيلى بالصور لرحلة إلى غار ثور بقلم د أحمد خليل
- صورة لغار ثور
- ذكره في الأثر